# Relaciones Kosovo-Venezuela
Las relaciones Kosovo-Venezuela se refieren a las relaciones internacionales que existen entre Kosovo y Venezuela.

## Historia
Después de la declaración de independencia de Kosovo de 2008,  anunció que Venezuela no reconoce la independencia de Kosovo con el argumento de que se ha logrado a través de la presión de Estados Unidos, criticando un movimiento político que pedía más autonomía por el estado venezolano de Zulia u declarando que "Esto no puede ser aceptado, es un precedente muy peligroso para el mundo entero". El 24 de marzo de 2008, Chávez acusó a los Estados Unidos de intentar "debilitar a Rusia" apoyando la independencia de Kosovo, y llamó al nuevo líder de Kosovo, el primer ministro Hashim Thaçi, un "terrorista" puesto en el poder por los Estados Unidos. A partir de 2010, los diplomáticos venezolanos continuaron ofreciendo su apoyo a Serbia en "su lucha contra el separatismo".
Durante la crisis presidencial de Venezuela en 2019, Kosovo reconoció oficialmente a Juan Guaidó como presidente interino de Venezuela. El primer vice primer ministro de Kosovo, Behgjet Pacolli, declarando: «En nombre del pueblo y del gobierno de Kosovo, para Guaidó y el pueblo venezolano: os deaseamos lo mejor en vuestro camino para el restablecimiento de la democracia y os apoyamos hasta que la libertad regrese».